# Feuerbachmoor
Das Feuerbachmoor liegt in der bayerischen Südrhön, ca. 3 km nördlich von Schwärzelbach, einem Ortsteil von Wartmannsroth im Landkreis Bad Kissingen. Es liegt auf dem Talgrund des Feuerbachs, eines orografisch linken Zuflusses der Schondra, und wird von zwei am Nordrand des Gebietes entstehenden, weniger als einen halben Kilometer langen Gräben durchzogen. Einer davon entsteht am Riedernbrunnen und speist  eine Gruppe von Fischteichen. Beide münden weiter talwärts vereint in den für das Moor namengebenden Feuerbach.

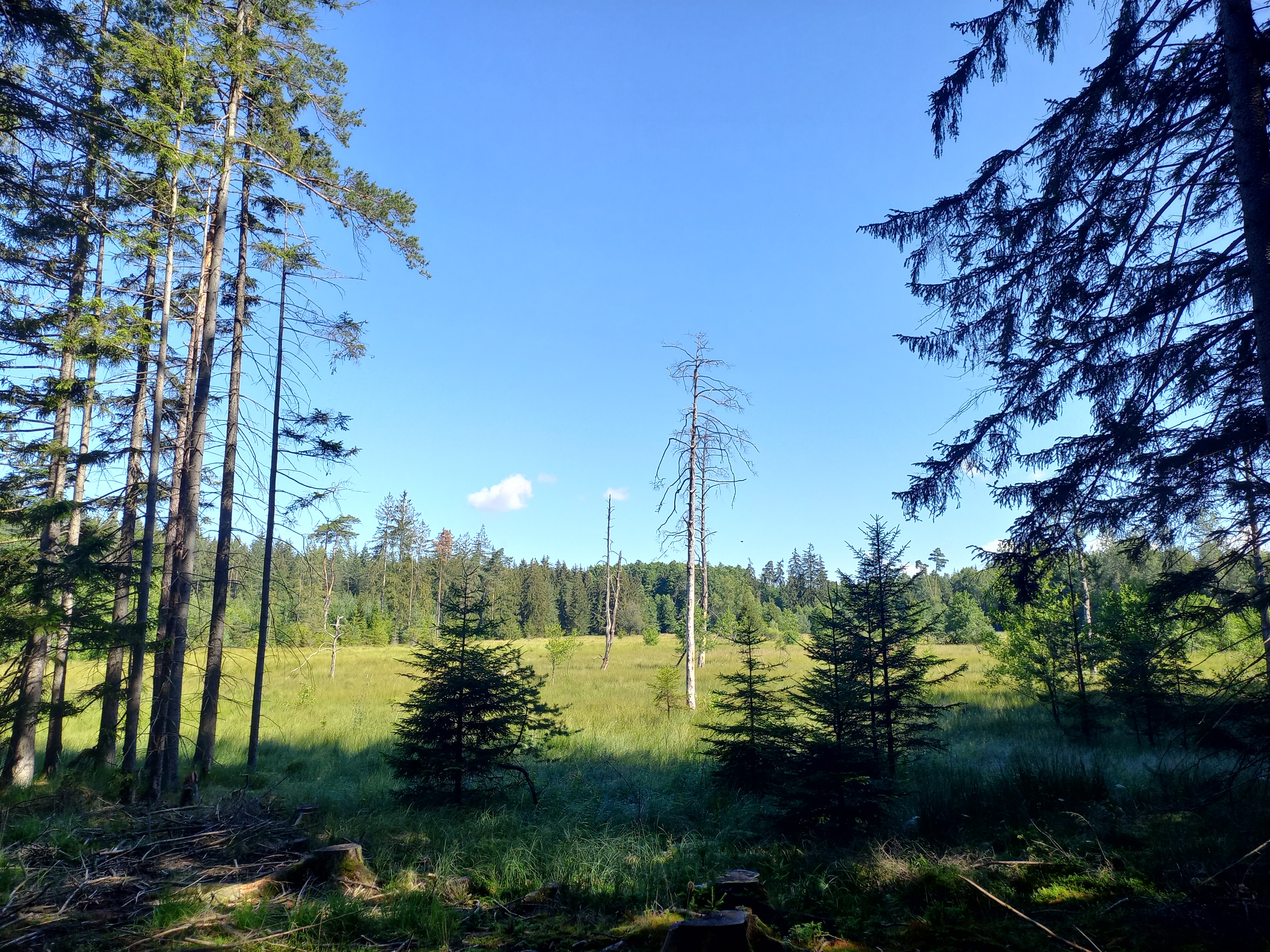
Blick auf die Offenfläche des Feuerbachsmoores

## Schutzstatus
Gemäß der Verordnung der Regierung von Unterfranken bildet das Feuerbachmoor ein eigenes Naturschutzgebiet mit einer Fläche von 25 Hektar. Es ist auch Bestandteil des FFH-Gebietes Waldwiesen und Moore im Neuwirtshauser Forst, des Landschaftsschutzgebietes Bayerische Rhön und der Kernzone des Biosphärenreservats Rhön.

## Geologie und Klima
Das Gebiet des Neuwirtshäuser Forstes liegt im Mittleren Buntsandstein, im Bereich der Fließgewässer finden sich fluviatile Ablagerungen, ansonsten Gleye und Pseudogleye in sandiger und lehmiger Ausprägung. Beim Feuerbachmoor führen wasserstauende tonige Sedimente zur Vernässung der Talebene mit der Entwicklung eines Niedermoores.
Die mittlere Jahrestemperatur beträgt 7,3 °Celsius, die mittlere Jahresniederschlagssumme 756 mm.

## Vegetation
Historisch wurden die Flächen des Feuerbachsmoores als Streuwiesen genutzt. Daher stammen die Pfeifengrasbestände, von denen das Feuerbachmoor einer der seltenen Standorte in Nordbayern ist. An Waldgesellschaften sind ein Pfeifengras-Stieleichenwald, sowie ein Torfmoos-Schwarzerlen-Bruchwald zu nennen. Im Besonderen finden sich Bestände von Fieberklee und Schmalblättrigem Wollgras.